# 49777 Cappi
49777 Cappi è un asteroide della fascia principale. Scoperto nel 1999, presenta un'orbita caratterizzata da un semiasse maggiore pari a 2,3561286 UA e da un'eccentricità di 0,0664382, inclinata di 4,46950° rispetto all'eclittica.